# Tom Pappas
Tom Pappas (ur. 6 września 1976) – amerykański lekkoatleta, wieloboista, Mistrz Świata z 2003.
W swojej karierze Pappas osiągnął kilka wartościowych wyników :
- 5. miejsce podczas Igrzysk Olimpijskich (Sydney 2000)
- złoty medal Halowych Mistrzostw Świata w Lekkoatletyce (Birmingham 2003)
- złoto na Mistrzostwach Świata w Lekkoatletyce (Paryż 2003)

Sukcesów byłoby prawdopodobnie więcej gdyby nie nękające Pappasa kontuzje, z ich powodu stracił cały sezon 1998, nie ukończył wielu międzynarodowych zawodów, m.in. dwukrotnie letnich igrzysk olimpijskich (Ateny 2004 i Pekin 2008), Mistrzostw Świata w Lekkoatletyce w Sewilli czy Mistrzostw Świata w Lekkoatletyce w Osace.

## Rekordy życiowe
- dziesięciobój lekkoatletyczny – 8784 pkt. (2003)
- siedmiobój lekkoatletyczny (hala) – 6361 pkt. (2003)